# Hal Derwin
Hal Derwin (auch Hal Derwyn, * 14. Juli 1914; † 9. Februar 1998 in San Diego) war ein US-amerikanischer Sänger, Gitarrist, Bigband-Leader und Songwriter im Bereich des Swing und der Populären Musik.

## Leben
Hal Derwin war Bandsänger in verschiedenen Bigbands an der Westküste der USA, so bei Boyd Raeburn, Shep Fields, bei dem er auch Gitarre spielte („South of the Border“), Louis Panico und Les Brown. Bei einem Auftritt 1940 in Chicago lernte er Freddy Large kennen, der zuvor bei Jan Garber und Glen Gray gespielt hatte. Bei beiden Musiker gründeten zusammen eine Band, die ein längeres Engagement im Biltmore Bowl in Los Angeles bekam, deren Shows im Programm des Radiosenders NBC liefen. Bald erhielt Derwin auch einen Plattenvertrag bei Capitol Records. Mit dem Titel „The Old Lamplighter“ gelang ihm 1946 ein Top-Ten-Hit. Während der sechs Jahre im Biltmore Bowl gingen sie auch auf Tourneen im Mittleren Westen.
Derwin setzte diese Tourneen mit seiner Band bis in die frühen 1950er Jahre fort und wirkte noch in zwei Hollywood-Streifen mit, 1947 in Smash-Up und 1950 in Everybody’s Dancin’; danach war er als A&R bei Capitol Records beschäftigt.
Derwin, dessen Erkennungsmelodie „Derwin’s Melody“ war, sang auch Anfang der 1950er Jahre die Titel „That’s for Me“ begleitet von Artie Shaws Band, „Take Me Back“ im Duett mit Martha Tilton und einige eigene Aufnahmen mit seiner Band wie „Blue and Broken Hearted“ und „No One but You“. Sein einziger Hitparadenerfolg war jedoch der Nat Simon/Charles-Tobias-Nummer „The Old Lamp-Lighter“, der die Billboard Charts im Dezember 1946 erreichte und für zwei Wochen auf #6 stand.
Derwin lieh seine Gesangsstimme auch einigen Hollywood-Schauspielern, wie für Warner-Brothers-Produktionen mit Cliff Roberson. Seine Musik fand auch als Soundtrack in einigen Musikfilmen der 1950er Jahre Verwendung.